# Assassin's Creed Syndicate
Assassin's Creed Syndicate est un jeu vidéo d'action-aventure et d'infiltration développé par Ubisoft Québec et édité par Ubisoft. Il est développé avec l'aide des studios Montréal, Singapour, Annecy, Shanghai, Montpellier, Kiev, Reflections, et Chengdu. Il sort en octobre 2015 sur PlayStation 4 et Xbox One et en novembre 2015 sur Windows. C'est le sixième opus canonique et le neuvième opus principal de la série Assassin's Creed, et la suite d'Assassin's Creed Unity.

## Trame

### Scénario
L'intrigue se déroule à Londres, en 1868, où Jacob et Evie Frye arrivent dans le but de vaincre le templier Crawford Starrick et son organisation, qui contrôle divers rouages importants de la société londonienne (usines, transports, médecine, politique, criminalité...). Ils sont assistés par Henry Green, le Grand Maître Assassin de la confrérie de Londres. Mais le frère et la sœur sont divisés quant à la manière de procéder. Jacob souhaite libérer la ville et former son gang. Quant à Evie, elle est à la recherche d'un fragment d'Eden caché dans la ville. 
En 2015, le joueur continue toujours d'utiliser Helix afin d'aider les assassins du présent à retrouver des artefacts de la première civilisation via les mémoires de Jacob et Evie. Mais Otso Berg et ses acolytes templiers (rencontrés dans Assassin's Creed: Rogue) sont sur leurs traces.

### Extensions

#### The Dreadful Crimes
The Dreadful Crimes est une extension permettant au joueur de résoudre des enquêtes criminelles grâce à l’aide de Artie, jeune journaliste. Au fil des enquêtes, on peut lire les histoires écrites par Henry Raymond, grand auteur. Evie et Jacob peuvent tous les deux participer. Le joueur doit trouver des indices, examiner les preuves et désigner un coupable parmi les suspects.

### Personnages
- Jacob Frye : né en 1847, il est un Assassin brutal, impulsif mais aussi charismatique. Jacob est à la tête du gang des Rooks. Élevé avec sa sœur selon les préceptes du Credo, il s'est donné comme mission de libérer Londres du joug des Templiers en soulevant les différents gangs de la ville sous un syndicat.

- Evie Frye : sœur jumelle aînée de Jacob et elle accompagne ce dernier au cours de sa quête. Calculatrice, rationnelle, intelligente et plus furtive que son frère, elle sait lui donner des conseils et rappelle souvent les principes du Credo. Elle est à la recherche d'un artefact de la première civilisation.

- Henry Green : Grand Maître Assassin de la confrérie de Londres. Il est d’origine indienne et un grand allié aux jumeaux Frye. De son vrai nom Jayadeep Mir (voir roman), il fut condamné à mort pour avoir déshonoré son père mais sera sauvé et emmené à Londres par Ethan Frye. Il épousera Evie peu de temps après que Londres soit libéré des templiers. Henry Green est un objecteur de conscience, formé pour tuer, il refuse cependant d'assassiner quiconque et ce malgré son statut d'assassin.

- Crawford Starrick est un baron du rail, dirigeant de la "Starrick Telegraph Company" et Grand Maître de l'Ordre des Templiers en Angleterre. Ce dernier est calculateur, cruel par moments et très ambitieux dans ses projets. Henry Green le compare même à Reginald Birch.

- Charles Darwin : scientifique célèbre, allié de Jacob et d'Evie Frye.

- Charles Dickens : célèbre écrivain, lui aussi allié de Jacob et d'Evie Frye.
- Rupert Ferris est un puissant industriel despotique sous les ordres de Crawford Starrick. Il est chargé de s'occuper de l'industrie à Londres pour les Templiers.

- Pearl Attaway est une femme d'affaires manipulatrice, cousine de Starrick et dirigeante de "Attaway Transport". Elle est chargée de s'occuper du secteur des transports à Londres pour les Templiers.

- Lucy Thorne est commandante templière réputée, experte en occultisme et bras droit de Starrick. Elle est chargée de trouver le Suaire d'Eden pour asseoir le pouvoir des Templiers sur le Monde.

- Chirurgien au cœur de génie, John Ellioston est adepte de la phrénologie et inventeur du "Sirop Calmant de Starrick". Il est chargé de s'occuper de la recherche médicale à Londres pour les Templiers.

- Sir David Brewster est un brillant physicien écossais menant des expériences pour comprendre le fonctionnement des fragments d'Eden dont une Pomme d'Eden remise par Lucy Thorne. Celui-ci est chargé de s'occuper de la recherche scientifique à Londres pour les Templiers.

- Pour sa part, Philip Twopenny est le gouverneur de la Banque Royale d'Angleterre, financier véreux et banquier personnel de Crawford Starrick. Il est chargé de s'occuper des institutions financières à Londres pour les Templiers.

- Celui qui est chargé de s'occuper de la scène politique à Londres pour les Templiers est James Brudenell, général de la Guerre de Crimée, politicien corrompu et membre de la Chambre des Lords au Parlement.

- Maxwell Roth, lui, est le cerveau du crime organisé et chef des Blighters, chargé de s'occuper de la lutte entre les bandes à Londres pour les Templiers.

- Jack l'Éventreur est un tueur en série ayant sévi dans le district londonien de Whitechapel en 1888. Dans le DLC, il fut un assassin de la confrérie et ex-apprenti de Jacob Frye.

- Rexford Kaylock, pour sa part, est templier et chef de gang au sein des Blighters. Après sa mort, Jacob et Evie Frye récupéreront son train et son grappin.

- Lydia Frye est la petite-fille de Jacob, elle suivra également la voie des Assassins. Elle est jouable dans des missions annexes en passant à travers une faille se trouvant sur la Tamise. Celle-ci opérera dans le Londres de la Première guerre mondiale et rencontrera Winston Churchill avec qui elle montera une alliance.

- Frédéric Abberline est policier et allié des Frye, il a connaissance de la confrérie des assassins et accepte volontiers leur aide dans des arrestations difficiles à condition qu'il reste dans le cadre de la loi. Il est chargé de l'enquête sur Jack l'éventreur.

## Contexte historique

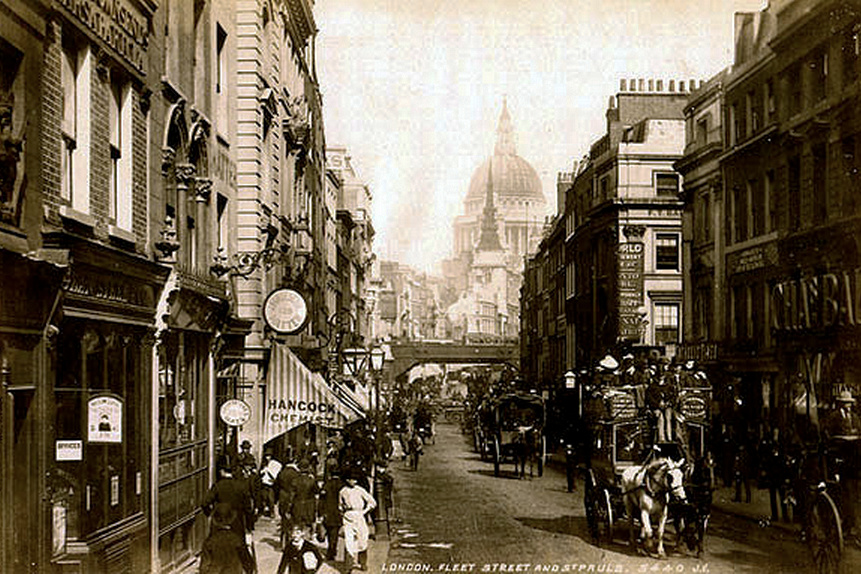
Une rue de Londres vers 1890.

Le jeu se déroule durant l'ère victorienne, période cruciale pour le Royaume-Uni, et qui est marquée par une révolution industrielle de grande ampleur. Grandes avenues, multitude de calèches et apparition de panneaux publicitaires marquent les changements visibles du XIXe siècle dans la ville qui devient à l’époque la plus peuplée du monde, et posant ainsi les prémices de la société moderne. L'espérance de vie augmente de près de trente ans, et les voies ferrées prennent peu à peu place au sein du paysage, tout comme le métro qui se développe ainsi que l'apparition de la bourse. Le développement de l'industrie créé un écart important entre les ouvriers et ceux qui profitent des richesses engendrées par celle-ci : la période voit ainsi la naissance des syndicats, des grèves mais aussi du crime organisé.

## Liste des lieux et monuments notables détaillés dans le jeu
- Abbaye de Westminster
- Tour Élizabeth & Big Ben
- Cathédrale Saint-Paul de Londres
- Charing Cross
- Église Sainte-Marguerite de Westminster
- Gare de Charing Cross
- Palais de Buckingham
- Tamise

## Liste des personnages historiques visibles dans le jeu
- Charles Darwin
- Charles Dickens
- Jack l'Éventreur (dans le DLC Jack the Ripper)
- Karl Marx
- Reine Victoria
- Alexander Graham Bell
- Frederick Abberline
- David Brewster
- John Elliotson
- James Thomas Brudenell
- Dhulîp Singh
- Florence Nightingale
- Benjamin Disraeli
- Winston Churchill
- Richard Owen
- Arthur Conan Doyle

## Système de jeu

### Ambiance générale
La ville de Londres (dans le jeu 30 % plus grande que le Paris d'Assassin's Creed Unity) dispose de grandes avenues empruntées par de nombreux moyens de transports tels que des calèches. Chaque quartier dispose de sa population (ouvriers, nobles etc.) et reflète sa vie quotidienne. Ainsi, les pubs et autres panneaux publicitaires sont présents, mais aussi les bâtiments de manière plus générale, des vieilles maisons des quartiers pauvres aux grands immeubles de la City. Les quartiers étant occupés par des QG de gangs, c'est au joueur de les attaquer pour libérer peu à peu la ville.

### Déplacements et combats
Le joueur peut incarner Jacob et Evie en exploration libre de la ville, mais le contrôle sera imposé selon les différentes missions du jeu. Les deux Assassins disposent d'un arsenal adapté qui répond aux besoins de l'époque (il n'est plus possible de se balader librement avec une épée ou un fusil sur son dos), et peuvent ainsi utiliser un kukri, un pistolet à six coups, des couteaux de lancer, un poing américain ou encore une canne-épée. Concernant la lame secrète, elle est équipée de la traditionnelle lame, mais aussi d'un lanceur pour diverses fléchettes, et surtout d'un tout nouveau grappin permettant de se hisser très rapidement sur les toits des bâtiments ou encore de s'en servir comme d'une tyrolienne. Le système de combat revient, après une version plus complexe et punitive dans Unity, sur un principe où le joueur peut enchaîner une série de morts en appuyant sur un simple bouton, pour peu d'avoir le bon rythme, ce qui rend le tout bien plus fluide. L'apparition des calèches engendre de nouvelles possibilités de combat, et le joueur peut se battre sur les toits de ces dernières, passer de l'une à l'autre grâce au parkour, mais également en prendre le contrôle.

### Quêtes annexes
Le système de quêtes annexes est proche de celui de Assassin's Creed: Brotherhood et Revelations : une ville, avec plusieurs quartiers qui sont contrôlés par les templiers. Il est indispensable au joueur de libérer des quartiers pour débloquer de nouvelles quêtes principales.

## Développement
Le 2 décembre 2014, le site internet anglais Kotaku publie un article concernant la description d'un gameplay exclusif de sept minutes sur le jeu Assassin's Creed Victory. L'article décrit les grandes lignes de la vidéo, dévoilant le contexte historique du jeu et quelques nouveautés concernant les activités et le gameplay. La réaction générale des joueurs ne tarde pas, et une grande majorité clame son agacement face à une fuite près d'un mois après la sortie d'Assassin's Creed Unity, alors que la plupart des jeux Assassin's Creed sont censés être dévoilés quelques mois après la nouvelle année, selon la logique d'Ubisoft concernant leur politique de la sortie annuelle des jeux Assassin's Creed. Ubisoft officialise alors rapidement les informations fuitées, et se dit déçu pour les fans et l'équipe de développement.
Le 7 mai 2015 est dévoilée une très courte vidéo annonçant le dévoilement du prochain Assassin's Creed pour le 12 mai 2015. On peut y apercevoir les bras d'un Assassin, équipé d'un nouveau type de lame secrète avec un gant de métal, ainsi que d'un lanceur au-dessus du poignet. Dans l'autre main, l'Assassin tient un poing américain, ainsi qu'une canne surmontée d'une tête de volatile. Le même jour, Jason Schreier indique sur Kotaku avoir été informé depuis un moment déjà de cette possible annonce pour le 12 mai, mais qu'en plus le titre du jeu serait changé pour Assassin's Creed Syndicate, au lieu de Victory. Ce changement du nom est confirmé lors de la présentation officielle du jeu par Ubisoft. L'annonce est l'occasion pour le studio de dévoiler de nombreuses informations sur le jeu : des images du jeu, son gameplay, son contexte historique, son histoire et ses nouveaux héros, ses nouveautés mais aussi deux bandes-annonces. Le multijoueur et le mode coopération sont absents du jeu, car les développeurs ont voulu se concentrer sur l'aventure solo. Paul Amos est plus tard annoncé comme prêtant son visage pour le personnage de Jacob Frye.
La sortie du jeu est alors annoncée pour le 23 octobre 2015 sur PlayStation 4 et Xbox One et le 19 novembre 2015 sur PC.
Ubisoft propose au public de venir, en nombre restreint, tester le jeu dans huit villes autour du monde (Paris, Amsterdam, Berlin, Londres, Madrid, Milan, Sydney et Moscou) en même temps que se déroule l'édition 2015 de l'E3 (du 16 au 18 juin 2015). Appelé Assassin's Creed Syndicate Tour, cet évènement propose de multiples animations (galerie d'artworks provenant de tous les jeux Assassin's Creed, utilisation du smartphone avec la carte interactive de Londres pour donner plus d'informations sur le jeu, des ateliers barbier, tatoueur et photocall) en plus d'une démo jouable de 20 minutes du jeu.

### Éditions
Le jeu dispose de plusieurs éditions :
- édition Standard : comprend le jeu ainsi que la mission La Conspiration de Darwin et Dickens ;
- édition Gold : comprend le jeu, inclut le season pass, la mission La Conspiration de Darwin et Dickens ainsi que la tenue exclusive Baker Street ;
- édition Big Ben : comprend le jeu, les missions La Conspiration de Darwin et Dickens et Le train fou, un boitier collector, la figurine de Jacob dans le Mécanisme de Big Ben, un artbook, une carte double face de Londres, la bande son originale du jeu, une lithographie numérotée exclusive choisie par les joueurs qui ont précommandé, un steelbook et une flasque ;
- édition Charing Cross : comprend le jeu, les missions La Conspiration de Darwin et Dickens et Le train fou, un boitier collector, la figurine de Jacob à la Croisée des Rails, un artbook, une carte double face de Londres et la bande son originale du jeu ;
- édition The Rooks : comprend le jeu, les missions La Conspiration de Darwin et Dickens et Le train fou un boitier collector, un artbook, une carte double face de Londres et la bande son originale du jeu.

## Produits dérivés
- Gantelet d'Assassin et lame secrète : réplique grandeur nature de l'arme de Jacob, elle est composée d'une lame secrète fonctionnelle et d'un gantelet en similicuir. Le tout est accompagné de reproductions du lance-grappin et du canon à fléchettes[21].
- Canne-épée : dispose d'une épée et d'une lame de faux à ressort commandée par un bouton[22].
- Figurine Jacob Frye, The Impetuous Brother : figurine de 33 cm représentant Jacob tenant sa canne-épée à côté d'un lampadaire sur lequel se tient un corbeau, emblème du gang des Rooks. Peut être associée à la figurine Evie Frye, The Intrepid Sister pour former le diorama The Wise & Wild Twins[23].
- Figurine Evie Frye, The Intrepid Sister : figurine de 22 cm représentant Evie posant sur une caisse, tenant sa canne-épée à côté d'un rat et d'un flacon d'élixir. Peut être associée à la figurine Jacob Frye, The Impetuous Brother pour former le diorama The Wise & Wild Twins[24].